# Yasuo Haruyama
Yasuo Haruyama (Tòquio, 4 d'abril de 1906- Toshima, Tòquio 17 de juny de 1987) fou un futbolista japonès que disputà quatre partits amb la selecció japonesa.